# Мебгидролин
Мебгидролин (Диазолин) — блокатор гистаминовых рецепторов подтипа 1 карболинового ряда.

## Фармакологическое действие
Блокатор гистаминовых H1-рецепторов. Оказывает противоаллергическое, противозудное, антиэксудативное, а также слабое седативное действие.
Показания:
- сенная лихорадка;
- крапивница;
- экзема;
- кожный зуд;
- аллергический ринит;
- аллергический конъюнктивит;
- кожная реакция после укуса насекомого;
- бронхиальная астма (в составе комбинированной терапии).

## Режим дозирования
Применять по назначению врача.

## Побочное действие
Редко: желудочно-кишечные расстройства, раздражение слизистой желудка, сухость во рту; агранулоцитоз.
Возможны: головокружение, парестезии, повышенная утомляемость; сыпь, крапивница.
Противопоказания: гипертрофия предстательной железы; закрытоугольная глаукома; язвенная болезнь желудка и двенадцатиперстной кишки; повышенная чувствительность к препарату.

## Особые указания
С осторожностью назначают препарат в течение длительного времени пациентам, занимающимся потенциально опасными видами деятельности, требующими повышенного внимания и быстроты двигательных и психических реакций.
Диазолин проникает в незначительных количествах в ЦНС, поэтому препарат не применяют в тех случаях, когда угнетающее действие на ЦНС является нежелательным.

## Лекарственное взаимодействие
Мебгидролин усиливает действие средств, угнетающих ЦНС. В частности, при одновременном употреблении с алкоголем наблюдается усиление негативного влияния последнего на когнитивные и моторные функции организма.